# Australobolbus rubescens
Australobolbus rubescens is een keversoort uit de familie mesttorren (Geotrupidae). De wetenschappelijke naam van de soort werd in 1841 gepubliceerd door Frederick William Hope.